# Quarter, Skottland
Quarter är en ort i Storbritannien.   Den ligger i kommunen South Lanarkshire och riksdelen Skottland, i den centrala delen av landet, 500 km nordväst om huvudstaden London. Quarter ligger 161 meter över havet och antalet invånare är 959.
Terrängen runt Quarter är lite kuperad. Runt Quarter är det ganska tätbefolkat, med 124 invånare per kvadratkilometer. Närmaste större samhälle är Glasgow, 19,9 km nordväst om Quarter. Trakten runt Quarter består i huvudsak av gräsmarker.